# Dragana
Dragana (bułg. Драгана) – wieś w Bułgarii, w obwodzie Łowecz, w gminie Ugyrczin. Według danych szacunkowych Ujednoliconego Systemu Ewidencji Ludności oraz Usług Administracyjnych dla Ludności, 15 czerwca 2020 roku miejscowość liczyła 241 mieszkańców.

## Geografia
Przez wieś między stokami wije się rzeka Kamenica. W pobliżu tej miejscowości znajdują się liczne jaskinie.

## Osoby związane z miejscowością

### Urodzeni
- Dako Cokow (1923–1944) – bułgarski partyzant
- Nikoła Czikow (1919–1944) – bułgarski partyzant
- Christo Dobrew (1923–2013) – bułgarski generał, partyzant
- Mono Monow (1922) – bułgarski generał